# A-League 2011/12
De A-League 2011/12 (of Hyundai A-League, naar de hoofdsponsor) is het zevende seizoen van de hoogste nationale professionele voetbalcompetitie in Australië, waaraan negen teams uit Australië en één uit Nieuw-Zeeland deelnemen.
Brisbane Roar, eerste in de competitie en de kampioen van de A-League 2011/12, alsmede finalist Central Coast Mariners kwalificeerden zich voor de AFC Champions League 2013.
De reguliere competitie die over 27 ronden werd gespeeld ving aan op 8 oktober en eindigde op 25 maart, hierna volgde de afsluitende knock-out eindfase.

## Deelnemende clubs
| Club                   | Stad       | Staat           | Thuisstadion                                            | Capaciteit    |
| ---------------------- | ---------- | --------------- | ------------------------------------------------------- | ------------- |
| Adelaide United        | Adelaide   | Zuid-Australië  | Hindmarshstadion                                        | 17.000        |
| Brisbane Roar FC       | Brisbane   | Queensland      | Suncorpstadion                                          | 52.000        |
| Central Coast Mariners | Gosford    | New South Wales | Bluetongestadion                                        | 20.119        |
| Gold Coast United FC   | Gold Coast | Queensland      | Skilled Park                                            | 27.400        |
| Melbourne Heart        | Melbourne  | Victoria        | AAMI Park                                               | 30.050        |
| Melbourne Victory      | Melbourne  | Victoria        | AAMI Park Etihadstadion                                 | 30.050 56.347 |
| Newcastle United Jets  | Newcastle  | New South Wales | Energy Australiastadion Port Macquarie regionaalstadion | 26.164 10.000 |
| Perth Glory            | Perth      | West-Australië  | NIB stadion                                             | 20.500        |
| Sydney FC              | Sydney     | New South Wales | Sydney Football Stadium Parramattastadion               | 45.500 21.487 |
| Wellington Phoenix FC  | Wellington | Nieuw-Zeeland   | Westpacstadion                                          | 36.000        |

## Competitie

### Eindstand
| №  | Club                   | WG | W  | G  | V  | DV | DT | +/– | Punten |
| -- | ---------------------- | -- | -- | -- | -- | -- | -- | --- | ------ |
| 1  | Central Coast Mariners | 27 | 15 | 6  | 6  | 40 | 24 | +16 | 51     |
| 2  | Brisbane Roar          | 27 | 14 | 7  | 6  | 50 | 28 | +22 | 49     |
| 3  | Perth Glory            | 27 | 13 | 4  | 10 | 40 | 35 | +5  | 43     |
| 4  | Wellington Phoenix     | 27 | 12 | 4  | 11 | 34 | 32 | +2  | 40     |
| 5  | Sydney FC              | 27 | 10 | 8  | 9  | 37 | 42 | –5  | 38     |
| 6  | Melbourne Heart        | 27 | 9  | 10 | 8  | 35 | 34 | +1  | 37     |
| 7  | Newcastle United Jets  | 27 | 10 | 5  | 12 | 38 | 41 | –3  | 35     |
| 8  | Melbourne Victory      | 27 | 6  | 11 | 10 | 35 | 43 | –8  | 29     |
| 9  | Adelaide United        | 27 | 5  | 10 | 12 | 26 | 44 | –18 | 25     |
| 10 | Gold Coast United      | 27 | 4  | 9  | 14 | 30 | 42 | –12 | 21     |

|  | Gekwalificeerd voor de halve finale |
|  | gekwalificeerd voor de kwartfinale  |

### Topscorers
- In onderstaand overzicht zijn alleen de spelers opgenomen met tien of meer treffers achter hun naam.

| № | Naam             | Club              | Goals | Pen. | Duels | Gem. |
| - | ---------------- | ----------------- | ----- | ---- | ----- | ---- |
| 1 | Besart Berisha   | Brisbane Roar     | 19    | 0    |       |      |
| 2 | Shane Smeltz     | Perth Glory       | 13    | 3    |       |      |
| 3 | Carlos Hernández | Melbourne Victory | 10    | 3    |       |      |

## Eindfase
| Datum         | Club                   | Uitslagen        | Club               | Datum        | Opmerkingen                                             |
| Kwartfinales  | Kwartfinales           | Kwartfinales     | Kwartfinales       | Kwartfinales |                                                         |
| ------------- | ---------------------- | ---------------- | ------------------ | ------------ | ------------------------------------------------------- |
| 1 april       | Perth Glory            | 3-0              | Melbourne Heart    |              | #3 - #6; winnaar naar halve finale                      |
| 30 maart      | Wellington Phoenix     | 3-2              | Sydney FC          |              | #4 - #5; winnaar naar halve finale                      |
| Halve finales |                        |                  |                    |              |                                                         |
| 31 maart      | Central Coast Mariners | 0-2 , 2-3        | Brisbane Roar      | 8 april      | #1 - #2; winnaar naar finale, verliezer naar voorfinale |
| 7 april       | Perth Glory            | 3-2              | Wellington Phoenix |              | winnaars KF; winnaar naar voorfinale                    |
| Voorfinale    |                        |                  |                    |              |                                                         |
| 5 maart       | Central Coast Mariners | 1-1 , 3-5 na pen | Perth Glory        |              | winnaar naar finale                                     |
| Finale        |                        |                  |                    |              |                                                         |
| 12 maart      | Brisbane Roar          | 2-1              | Perth Glory        |              | winnaar geplaatst voor de AFC Champions League 2013     |

### Topscorers
- In onderstaand overzicht zijn alleen de spelers opgenomen met twee of meer treffers achter hun naam.

| № | Naam           | Club                   | Goals | Pen. | Duels | Gem. |
| - | -------------- | ---------------------- | ----- | ---- | ----- | ---- |
| 1 | Shane Smeltz   | Perth Glory            | 4     | 0    |       |      |
| 2 | Besart Berisha | Brisbane Roar          | 2     | 1    |       |      |
| 3 | Joel Chianese  | Sydney FC              | 2     | 0    |       |      |
| 4 | Henrique       | Brisbane Roar          | 2     | 0    |       |      |
| 5 | Adam Kwasnik   | Central Coast Mariners | 2     | 0    |       |      |

2005/06 · 2006/07 · 2007/08 · 2008/09 · 2009/10 · 2010/11 · 2011/12 · 2012/13 · 2013/14 · 2014/15 · 2015/16 · 2016/17 · 2017/18 · 2018/19 · 2019/20 · 2020/21